# Bystré (district de Svitavy)
Pour les articles homonymes, voir Bystré.
Bystré (en allemand : Bistrau) est une ville du district de Svitavy, dans la région de Pardubice, en République tchèque. Sa population s'élevait à 1 603 habitants en 2024.

## Géographie
Bystré se trouve à 12 km au sud-est de Polička, à 17 km au sud-ouest de Svitavy, à 71 km au sud-est de Pardubice et à 146 km à l'est-sud-est de Prague.
La commune est limitée par Jedlová au nord, par Rohozná, Svojanov, Hartmanice et Trpín à l'est, par Rovečné, Nyklovice et Sulkovec au sud, et par Nedvězí à l'ouest.

## Histoire
La première mention écrite de la localité date de 1200.

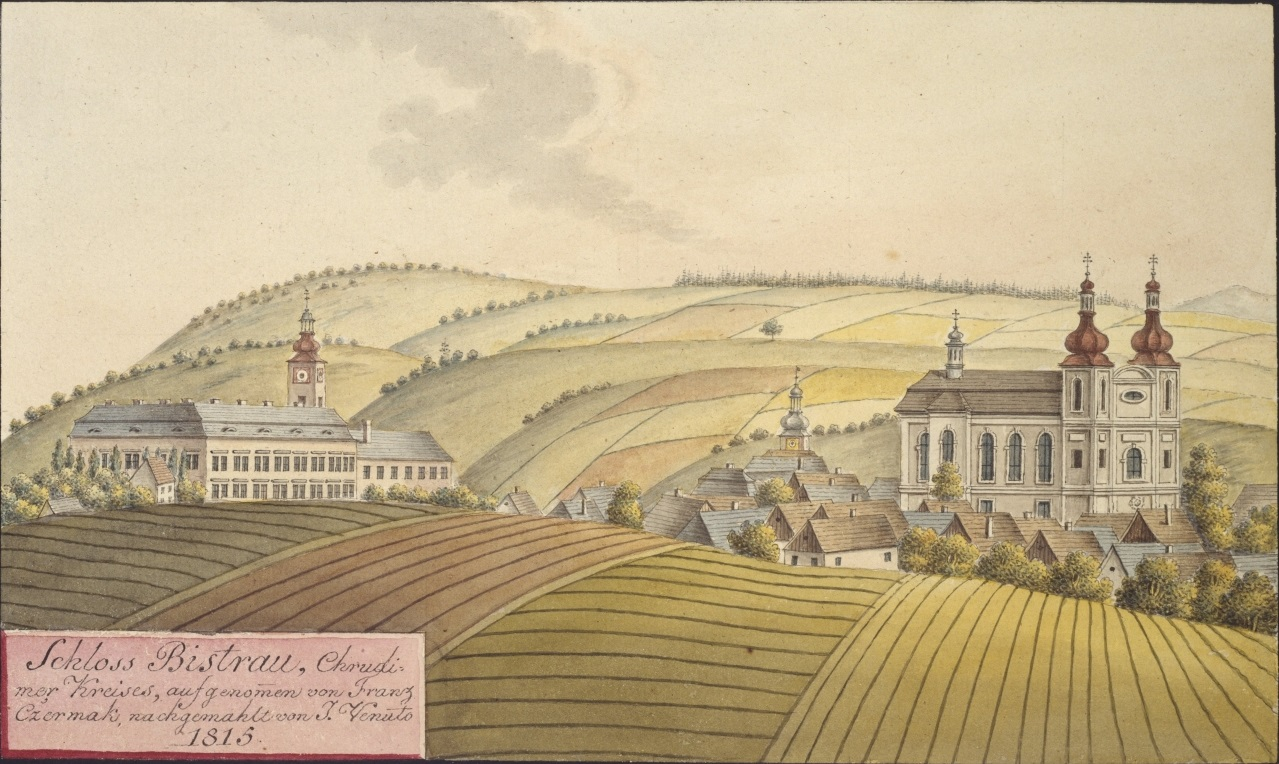
Château de Bystré, peint par Joann Venuto en 1815.

## Administration
La commune se compose de deux sections :
- Bystré
- Hamry

## Galerie

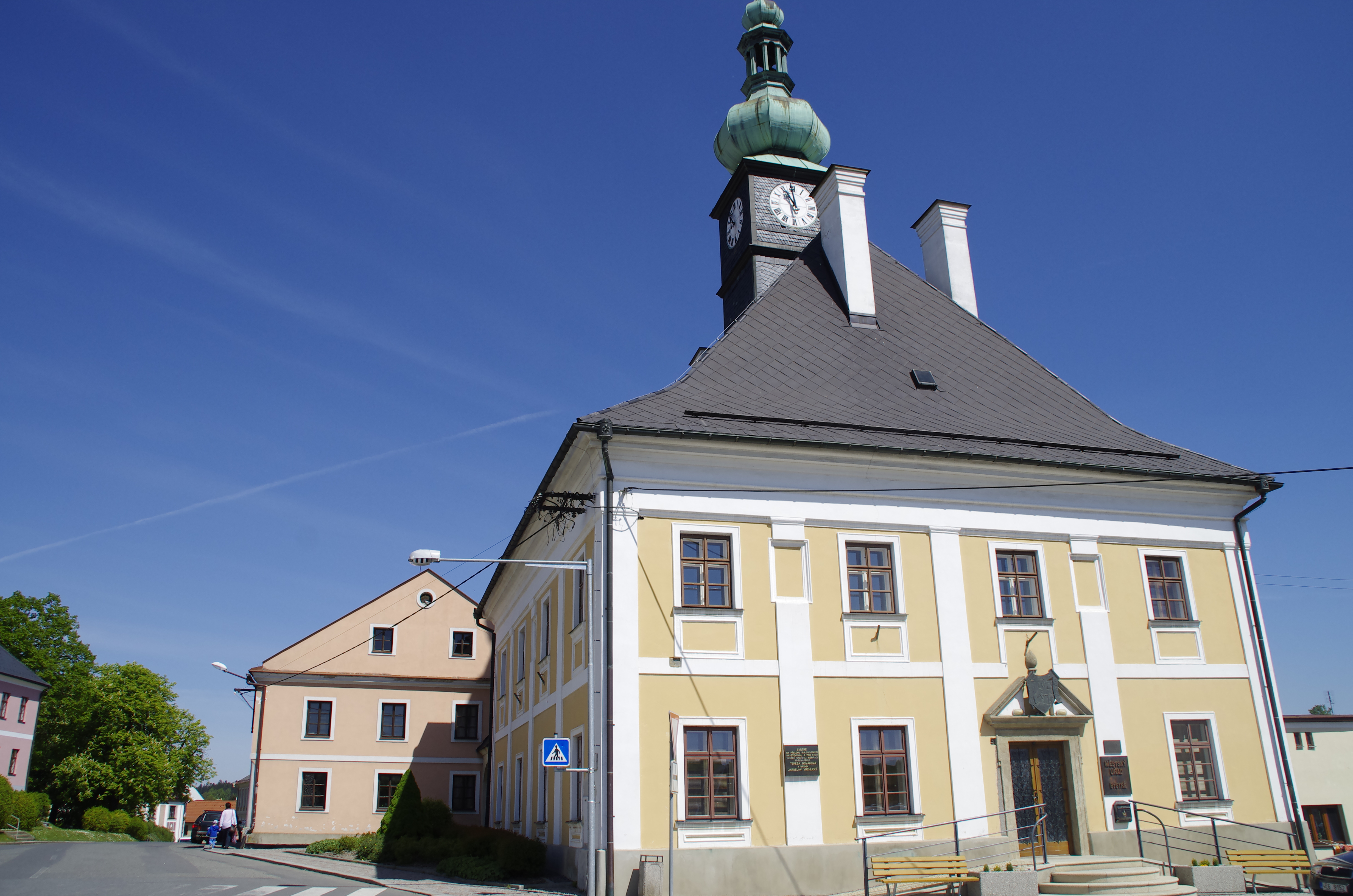
Bystré : hôtel de ville.
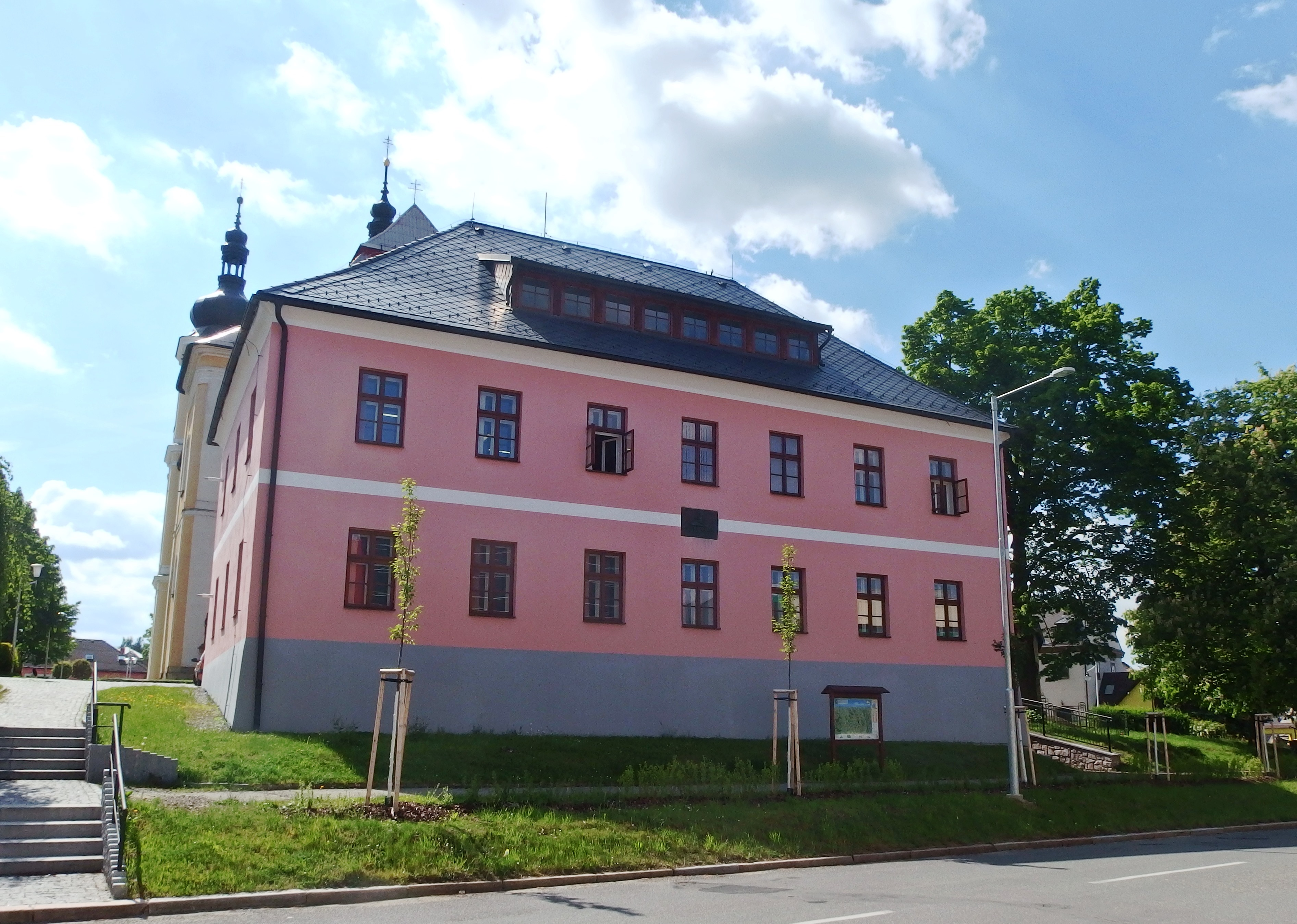
Ancienne école paroissiale.

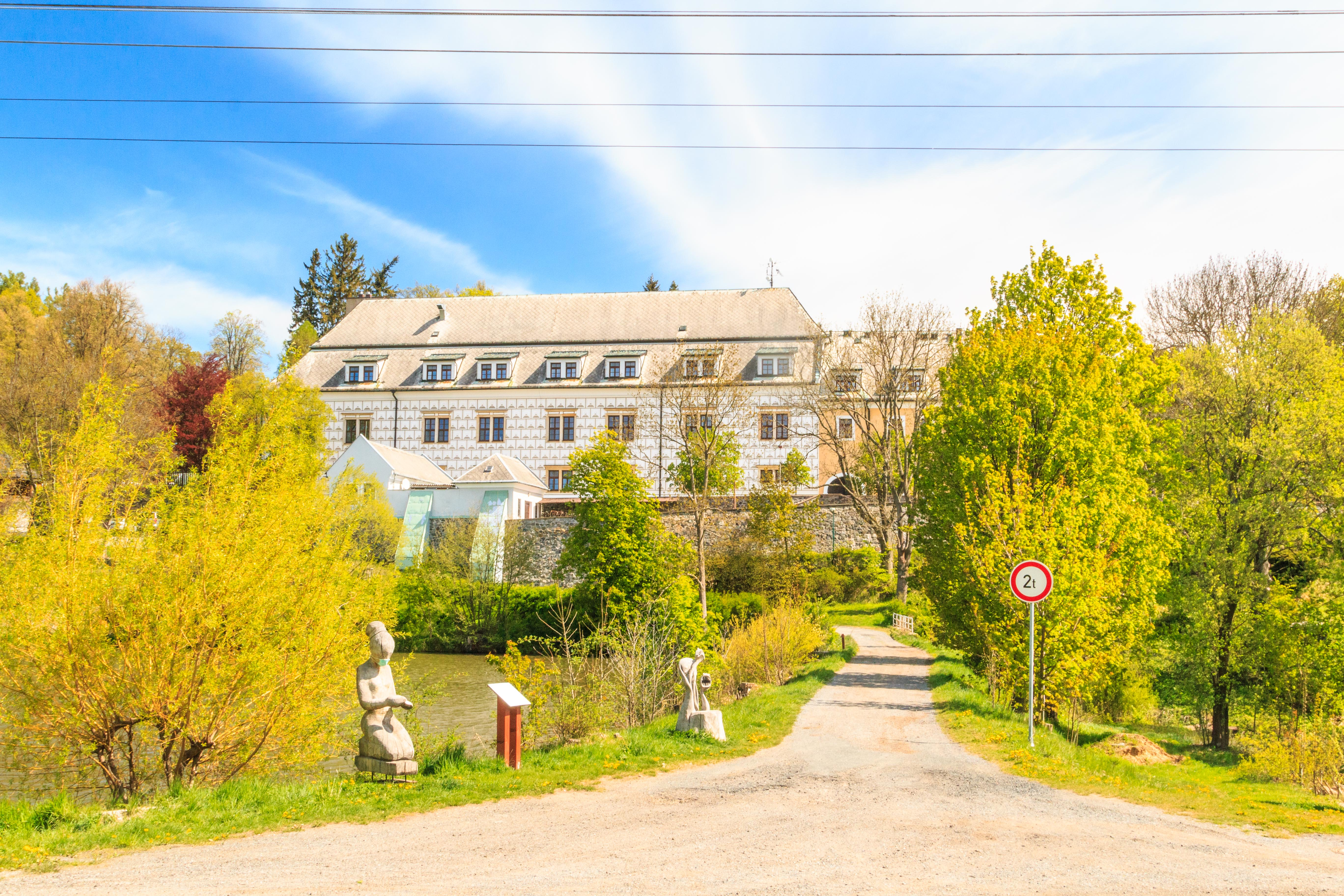
Château de Zámek.
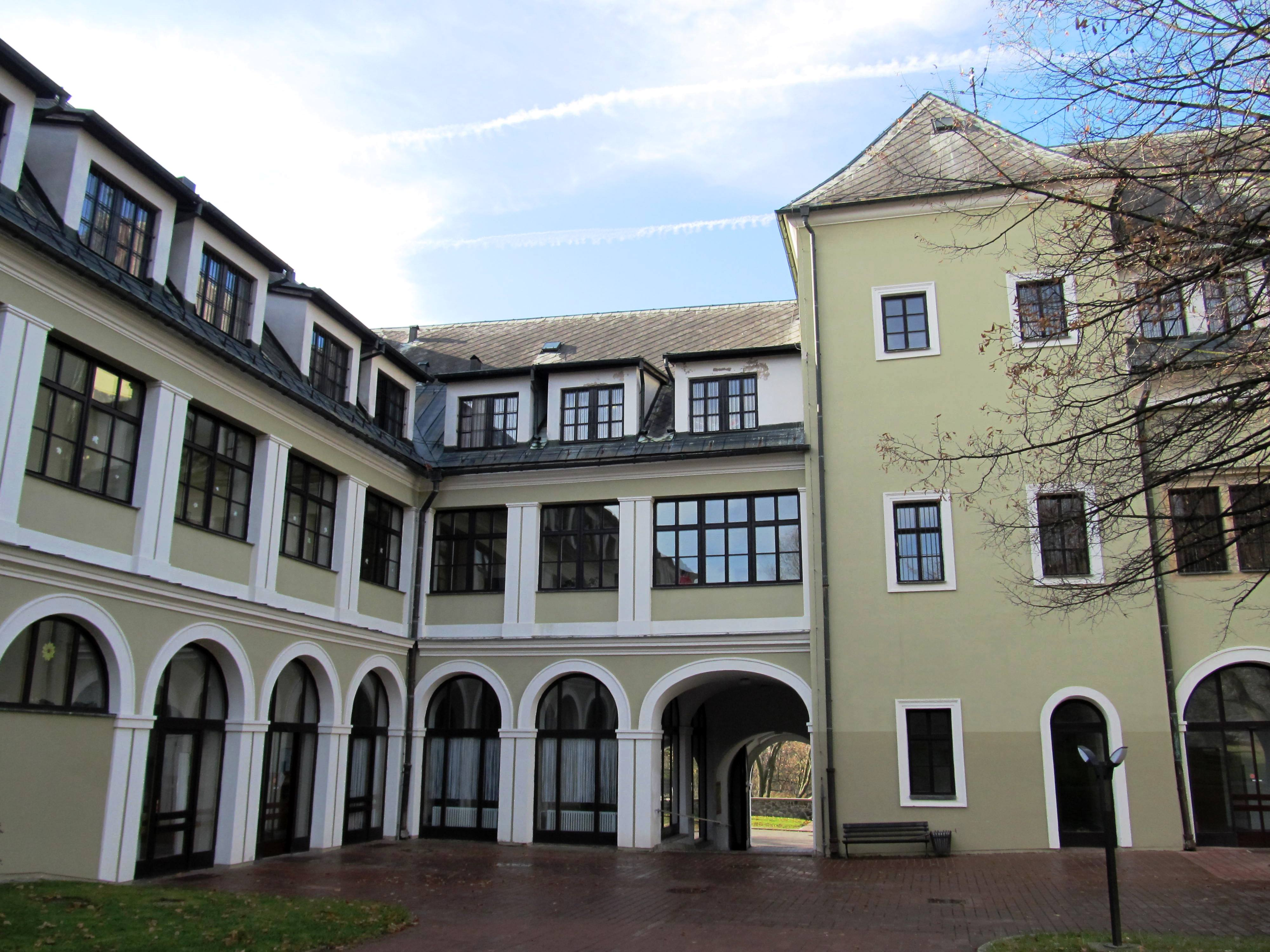
Château : cour intérieure.

## Transports
Par la route, Bystré se trouve à 15 km de Polička, à 26 km de Svitavy, à 77 km de Pardubice et à 191 km de Prague. 

## Ville jumelée
- Hohenems (Autriche) depuis 1997